# Kaspar Rostrup
Kaspar Rostrup (Frederiksberg, 27 april 1940) is een Deens filmregisseur.
Twee van zijn films wonnen een Bodil in de categorie 'Beste Deense film': Jeppe på bjerget (1981) en Dansen med Regitze (1989). Voor deze laatste film kreeg hij ook een Robert voor beste Deense film. Bovendien werd de film genomineerd voor een Oscar voor beste internationale film. Jeppe på bjerget werd ook ingezonden naar het 12e Internationaal filmfestival van Moskou.

## Filmografie (selectie)
- Jeppe på bjerget (1981)
- Dansen med Regitze (1989)